# Lineáris altér
A lineáris altér a matematika, közelebbről a lineáris algebra egyik fontos fogalma. Egy vektortér, mint struktúra bizonyos tulajdonságokkal ellátott részhalmazára akkor mondjuk, hogy lineáris altér a vektortérben, ha teljesíti az ugyanazon vektor- illetve skalárral való szorzás műveleti zártságának követelményét; azaz a másik altérben definiált összeadás és szorzás nem vezet ki belőle.
Minden lineáris altér generálható a kiindulási tér néhány lineárisan független vektorával. Két altér összege és metszete szintén lineáris altér, melyek dimenziója a dimenzióképlettel számítható. Minden lineáris altérnek van kiegészítő altere, mellyel vett direkt összege a kiindulási vektorteret adja. Minden altérhez rendelhető faktortér, ami úgy keletkezik, hogy az eredeti tér vektorait az altér mentén párhuzamosan vetítjük.
A lineáris algebrában az altereket arra használják, hogy jellemezzék lineáris leképezések mag- és képterét, lineáris egyenletek megoldáshalmazát és sajátértékproblémák sajáttereit. A funkcionálanalízisben Hilbert-terek, Banach-terek altereit és duális tereket vizsgálnak. Az alterek sokoldalú alkalmazásokkal bírnak, mint például nagy lineáris és differenciál-egyenletrendszerek numerikus megoldása, optimalizálásban, kódoláselméletben és jelfeldolgozásban.

## Definíció
Egy F test feletti V vektortér egy nemüres W {\displaystyle \in } V részhalmazát altérnek nevezzük V-ben, ha W maga is vektortér ugyanazon F test felett ugyanazokra a V-beli vektorműveletekre, precízebben ezeknek a műveleteknek W-re történő megszorításaira nézve. Jelölése W ≤ V.

## Tulajdonságok
Tétel
Egy F test feletti V vektortérben egy W nemüres részhalmaz akkor és csak akkor altér, ha
1. {\displaystyle \mathbf {u} ,\mathbf {v} \in W\Rightarrow \mathbf {u} +\mathbf {v} \in W} és
2. {\displaystyle \mathbf {v} \in W,\lambda \in F\Rightarrow \lambda \mathbf {v} \in W}

Bizonyítás
Ha W altér, akkor 1. és 2. feltételek teljesülnek, mivel ezek pontosan azt jelentik, hogy a V vektortér műveleteinek a megszorításai a W halmazon is műveletek.
Megfordítva, csak azt kell igazolni, hogy W-ben létezik nullelem és minden elemnek létezik inverze. Legyen v ∈ W tetszőleges, 2. miatt 0 = 0v ∈ W nullelem, és -v = (-1)v ∈ W inverz. Tehát W az összeadásra csoportot alkot, így részcsoport V-ben, tehát W is Abel-csoport. Ezzel W is vektortér.
W altér nulleleme megegyezik a V vektortér nullelemével.

## Példák

### Konkrét példák

Az alakú vektorok, melyekre teljesül, alteret alkotnak az euklideszi síkban

A {\displaystyle V=\mathbb {R} ^{2}} tér vektortér a szokásos összeadásra és skalárral való szorzásra. Legyen továbbá {\displaystyle U} azoknak az {\displaystyle (x,y)} vektoroknak a halmaza, melyekre igaz, hogy {\displaystyle x=y}! Ekkor {\displaystyle U} altere a {\displaystyle V} vektortérnek, mivel minden {\displaystyle a,b,c\in \mathbb {R} } esetén:
- {\displaystyle (0,0)} benne van {\displaystyle U}-ban,
- {\displaystyle (a,a)+(b,b)=(a+b,a+b)\in U}
- {\displaystyle c\cdot (a,a)=(c\cdot a,c\cdot a)\in U}

Egy további példaként tekintsük az {\displaystyle \mathbb {R} } fölött definiált {\displaystyle f\colon \mathbb {R} \to \mathbb {R} } valós függvények vektorterét! Ez a szokásos összeadással és skalárral szorzással vektorteret alkot. Ebben a vektortérben a {\displaystyle f(x)=ax+b} lineáris függvények
alteret alkotnak, hiszen minden {\displaystyle a,b,c,d\in \mathbb {R} } esetén:
- az {\displaystyle x\mapsto 0x+0} nullfüggvény benne van
- {\displaystyle f(x)+g(x)=(ax+b)+(cx+d)=(a+c)x+(b+d)}, így {\displaystyle f+g\in U}
- {\displaystyle c\cdot f(x)=c\cdot (ax+b)=(c\cdot a)x+(c\cdot b)}, tehát {\displaystyle c\cdot f\in U}

### Általánosabb példák
- bármely vektortérben triviális alterek: az egész tér, és csak a 0 vektorból álló altér,
- a valós számok, mint valós számok fölötti vektortérben az összes altér az egész tér és  csak a 0 vektorból álló altér,
- a valós számok fölötti komplex {\displaystyle \mathbb {C} } vektortérben a valós számok {\displaystyle \mathbb {R} } halmaza és a tisztán képzetes számok halmaza, {\displaystyle i\mathbb {R} } alterek;
- az {\displaystyle \mathbb {R} ^{2}} euklideszi sík vektortérben az origón átmenő egyenesek alterek,
- az {\displaystyle \mathbb {R} ^{3}} euklideszi tér vektortérben az origón átmenő egyenesek és síkok alterek,
- a háromdimenziós {\displaystyle \mathbb {E} ^{3}}-ban kétdimenziós altér egy tetszőleges origón keresztülhaladó sík,
- bármely vektortérben egy tetszőleges, de rögzített vektor összes skalárszorosai mindig alteret alkotnak,
- tetszőleges lineáris transzformáció magtere és képtere altér az adott vektortérben,
- a polinomok vektorterében a legfeljebb {\displaystyle k}-adfokú polinomok vektorteret alkotnak bármely rögzített {\displaystyle k\geq 0} természetes számra,
- a négyzetes mátrixok vektorterében a szimmetrikus és az antiszimmetrikus mátrixok alterek,
- az egy adott intervallumon értelmezett valós értékű függvények vektorterében az integrálható függvények, a folytonos függvények és a differenciálható függvények alterek,
- két, ugyanazon test fölötti vektortér közötti leképezések vektorterében a lineáris leképezések alteret alkotnak.

## Generált altér

Egy vektor lineáris burka az euklideszi síkban

Az a1, …, an ∈ V vektorok által generált altéren az ai vektorok összes lineáris kombinációinak a halmazát értjük, és ezt〈a1, …, an〉-nel jelöljük,
{\displaystyle \langle \mathbf {a} _{1},\ldots ,\mathbf {a} _{n}\rangle =\{\lambda _{1}\mathbf {a} _{1}+...+\lambda _{n}\mathbf {a} _{n}\,|\,\lambda _{1},\ldots ,\lambda _{n}\in \mathbf {F} \}.}
Általában, egy V vektortér tetszőleges, véges vagy végtelen, A nemüres részhalmaza által generált〈A〉altéren, a részhalmaz vektoraival minden lehetséges módon képzett összes, véges, de tetszőlegesen hosszú, lineáris kombinációt értjük. Néha ezt a halmazt lineáris buroknak is nevezik. 

Igazolható a következő állítás is
Tétel
U =〈a1, …, an〉az ai vektorokat tartalmazó legszűkebb altér V-ben, azaz
1. {\displaystyle U\leq V}
2. {\displaystyle \mathbf {a} _{i}\in U,\,\,i=1,\ldots ,n}
3. {\displaystyle \mathrm {ha} \,\ W\leq V\ \wedge \ \mathbf {a} _{i}\in W,\ i=1,\ldots ,n\ \Rightarrow \ U\subseteq W}

Megfordítva, minden altérhez található generátorrendszer, vagyis egy {\displaystyle X} halmaz, ami generálja az alteret. Egy minimális generátorrendszer lineárisan független elemekből áll, és bázisnak nevezik. Egy bázis számossága megadja a vektortér dimenzióját.

## Műveletek alterekkel

### Metszet és unió
Legyenek {\displaystyle U_{1},U_{2}} alterek ugyanabban a {\displaystyle V} vektortérben! Ekkor az
{\displaystyle U_{1}\cap U_{2}=\{v\in V\mid v\in U_{1}{\text{ és }}v\in U_{2}\}}
halmaz szintén altér a {\displaystyle V} vektortérben. Ellenben a két vektortér uniója:
{\displaystyle U_{1}\cup U_{2}=\{v\in V\mid v\in U_{1}{\text{ vagy }}v\in U_{2}\}}
akkor és csak akkor altér, ha {\displaystyle U_{1}\subseteq U_{2}} vagy {\displaystyle U_{2}\subseteq U_{1}}. Különben bár egy skalárral szorzásra zárt halmazt kapunk, melyből kivezet a vektorok összeadása.

### Két altér által generált altér
Ha W és Z alterek a V vektortérben, akkor a W és Z által generált altérnek a
{\displaystyle \langle W,Z\rangle =\{\mathbf {w} +\mathbf {z} \,|\,\mathbf {w} \in W,\,\mathbf {z} \in Z\}}
alteret nevezzük. Ez ugyanaz az altér, amit a két vektortér, mint halmaz uniója generál. Ha a  W és Z alterek dimenziója véges, akkor a generált altér dimenziója kiszámítható a dimenziótétellel:
{\displaystyle \dim \left(W+Z\right)=\dim W+\dim Z-\dim \left(W\cap Z\right)},
amiből visszafelé olvasva a metszet altér dimenziója is kiszámítható. Véges dimenziós vektorterek metszet- és összegbázisa kiszámítható a Zassenhaus-algoritmussal.
Ha W ∩ Z = 0, akkor a〈W,Z〉alteret a W és Z (belső) direkt összegének nevezzük, és a következőképpen 

{\displaystyle W\oplus Z}
jelöljük. (A belső direkt összeg izomorf a külső direkt összeggel.)
A jóldefiniáltságot az adja, hogy a〈W,Z〉altér elemeinek w+z alakban történő felírása, w ∈ W, z ∈ Z, akkor és csak akkor egyértelmű, ha W ∩ Z = 0, ugyanis 

Ha W ∩ Z = 0, és egy a ∈〈W,Z〉vektorra fennáll a
{\displaystyle \mathbf {a} =\mathbf {w} _{1}+\mathbf {z} _{1}=\mathbf {w} _{2}+\mathbf {z} _{2}}
egyenlőség, akkor átrendezés után kapjuk, hogy w1 – w2 = z1 – z2. Ez utóbbi bal oldalán W-beli, jobb oldalán Z-beli vektor áll, így szükségképpen w1=w2, z1=z2.

Megfordítva, tegyük fel, hogy x ≠ 0 ∈ W ∩ Z-nek. Ekkor x = x + 0 = 0 + x két különböző előállítást ad, ez ellentmondás, tehát W ∩ Z = 0.
Mivel W ∩ Z = 0, azért a dimenziótétel a következő alakra egyszerűsödik:
{\displaystyle \dim \left(W\oplus Z\right)=\dim W+\dim Z},
ami a végtelen dimenziós esetekre is igaz.

### Több operandus
A fenti műveletek általánosíthatók több operandusra. Legyen {\displaystyle (U_{i})_{i\in I}} a {\displaystyle V} vektortér altereinek egy családja, ahol {\displaystyle I} tetszőleges indexhalmaz! Ekkor
{\displaystyle \bigcap _{i\in I}U_{i}=\left\{v\in V\mid v\in U_{i}{\text{ minden }}i\in I\right\}}
szintén altér a {\displaystyle V} vektortérben. Több altér összege
{\displaystyle \sum _{i\in I}U_{i}=\left\{\sum _{i\in I}u_{i}\mid u_{i}\in U_{i},{\text{ majdnem minden }}u_{i}=0\right\}}
ahol csak véges sok tag különbözhet a csak nullvektorból álló altértől. Ha minden egyes {\displaystyle U_{i}} altér metszete a többi altér összegével a nullvektorból álló vektortér, akkor az összeg direkt, jelölése
{\displaystyle \bigoplus _{i\in I}U_{i}}
Ez ekvivalens azzal, hogy az összeg vektortér minden vektora egyértelműen előáll az egyes tag vektorterek elemeinek összegeként.

## Származtatott terek

### Kiegészítő altér
Legyen {\displaystyle V} vektortér! Ekkor minden {\displaystyle U} alteréhez van {\displaystyle W\subseteq V} altér, amelyre igaz, hogy 
{\displaystyle V=U\oplus W.}
Ekkor {\displaystyle W} az {\displaystyle U} komplementer tere. Minden komplementer térhez tartozik egy {\displaystyle P} vetítés az {\displaystyle U} altérre, azaz egy {\displaystyle P\colon V\to V} idempotens lineáris leképezés, melyre teljesül, hogy
{\displaystyle V=P(V)\oplus (\operatorname {Id} -P)(V)}
ahol {\displaystyle \operatorname {Id} } az identitás. Általában egy altérhez több komplementer tér is tartozik, melyek közül a vektortér struktúra egyet sem tüntet ki. Ha a térben van skalárszorzat, akkor vannak ortogonális alterek. Ha {\displaystyle V} véges dimenziós, akkor minden {\displaystyle U} alteréhez van egy {\displaystyle U^{\perp }} ortogonális komplementer tere, és megfelel annak, hogy
{\displaystyle V=U\oplus U^{\perp }}.
Ez az {\displaystyle U^{\perp }} altér az {\displaystyle U} altér ortogonális komplementere.

### Faktortér
Ha {\displaystyle V} vektortér, akkor minden {\displaystyle U} alteréhez hozzárendelhető egy  {\displaystyle V/U} faktortér. A faktortér úgy keletkezik, hogy a vektortér elemeit párhuzamosan levetítjük az altér mentén. Formálisan, a faktorteret az
{\displaystyle V/U=\{\,[v]\mid v\in V\}}
a {\displaystyle v\in V} ekvivalenciaosztályainak halmaza. Egy {\displaystyle v\in V} vektor a
{\displaystyle [v]=v+U=\{v+u\mid u\in U\}} mellékosztály.
A mellékosztályok tehát az {\displaystyle U} altér párhuzamos eltoltjai, és ezek alkotják a faktorteret, ami azonban izomorf az {\displaystyle U} altér menti vetítéssel kapott altérrel. A mellékosztályokon reprezentánsok segítségével végezhetők műveletek, habár a faktortér nem altere a {\displaystyle V} vektortérnek. A faktortér dimenziója a
{\displaystyle \dim V=\dim U+\dim V/U} képlettel számítható.
A {\displaystyle V/U} faktortér alterei pontosan a {\displaystyle W/U} faktorterek, ahol {\displaystyle W} aletere {\displaystyle V}-nek úgy, hogy {\displaystyle U\subseteq W\subseteq V}.

### Duális tér, annihilátor
Legyen {\displaystyle V} vektortér a {\displaystyle K} test fölött! Ekkor {\displaystyle V} duális terét a {\displaystyle V}-ből {\displaystyle K}-ba menő lineáris leképezések alkotják. Ha {\displaystyle X} részhalmaza {\displaystyle V}-nek, akkor annihilátorát azok a fukcionálok alkotják, melyek eltűnnek az {\displaystyle X} halmazon. Ez egy altér a duális térben. Vagyis,
{\displaystyle X^{0}=\lbrace f\in V^{\ast }\mid f(x)=0{\mbox{ minden }}x\in X\rbrace }.
Ha {\displaystyle V} véges dimenziós, akkor {\displaystyle V} egy {\displaystyle U} alterének annihilátor terének dimenziója számítható a 
{\displaystyle \dim V=\dim U+\dim U^{0}} képlet alapján.
Tehát egy {\displaystyle U} altér {\displaystyle U^{\ast }} duális tere izomorf a {\displaystyle V^{\ast }/U^{0}} faktortérrel.

## A lineáris algebrában

### Lineáris leképezések
Ha {\displaystyle T\colon V\to W} egy lineáris leképezés az azonos test fölötti {\displaystyle V} és {\displaystyle W} vektorterek között, akkor a leképezés magja 
{\displaystyle \operatorname {ker} T=T^{-1}(\{0\})=\{v\in V\mid T(v)=0\}}
altér {\displaystyle V}-ben, a leképezés képtere 
{\displaystyle \operatorname {im} T=T(V)=\{T(v)\mid v\in V\}}
pedig altér {\displaystyle W}-ben. Továbbá, egy lineáris leképezés grafikonja altér a {\displaystyle V\times W} direkt szorzat vektortérben. Ha a {\displaystyle V} altér véges dimenziós, akkor a szóban forgó terekre teljesül a rangtétel:
{\displaystyle \dim V=\dim(\operatorname {im} T)+\dim(\operatorname {ker} T)}.
A kép dimenzióját rangnak, a mag dimenzióját pedig defektusnak nevezzük. A homomorfiatétel szerint a kép izomorf a {\displaystyle V/\operatorname {ker} T} faktortérrel.

### Lineáris egyenletek
Ha {\displaystyle T\colon V\to W} lineáris leképezés az azonos test fölötti {\displaystyle V} és {\displaystyle W} vektorterek között, akkor a
{\displaystyle T(v)=0}
lineáris egyenletrendszer altér {\displaystyle V}-ben, és éppen {\displaystyle T} magja. Egy inhomogén lineáris egyenletrendszer,
{\displaystyle T(v)=b}, ahol {\displaystyle b\neq 0}
megoldása affin-lineáris altere {\displaystyle V}-nek, ami a szuperpozíciós tulajdonság következménye. A megoldástér dimenziója megegyezik {\displaystyle T} magjának dimenziójával.

### Sajátértékprobléma
Ha {\displaystyle T\colon V\to V} egy lineáris teret önmagába képező lineáris leképezés, tehát endomorfizmus, akkor a hozzá tartozó sajátértékprobléma 
{\displaystyle T(v)=\lambda \cdot v},
ekkor a {\displaystyle \lambda } sajátértékhez tartozó sajátaltér
{\displaystyle \operatorname {Eig} (\lambda )=\left\{v\in V\mid T(v)=\lambda \cdot v\right\}}
altere {\displaystyle V}-nek, melynek nullvektortól különböző elemei  a {\displaystyle \lambda } sajátértékhez tartozó sajátvektorok. A sajátaltér dimenziója a sajátérték geometriai multiplicitása, ami nem feltétlenül egyezik az algebrai multiplicitással, de annál sosem nagyobb.

### Invariáns alterek
Ha {\displaystyle T\colon V\to V} endomerfizmus, akkor {\displaystyle V} egy {\displaystyle U} altere {\displaystyle T}-invariáns, ha 
{\displaystyle T(U)\subseteq U}
vagyis {\displaystyle u\in U} esetén a {\displaystyle T(u)} képvektor szintén {\displaystyle U}-beli. Az {\displaystyle U} altér {\displaystyle T} szerinti képe altér {\displaystyle U}-ban. A {\displaystyle \{0\}} és {\displaystyle V} triviális alterek, {\displaystyle \operatorname {ker} T}, {\displaystyle \operatorname {im} T} és {\displaystyle T} minden sajáttere invariáns {\displaystyle T}-re. További fontos példák invariáns alterekre a főterek, melyek a Jordan-normálak meghatározására használatosak.

## A funkcionálanalízisben

### Hilbert-terekben
Hilbert-terekben, azaz teljes skalárszorzatos terekben többnyire alhilbertterekkel foglalkoznak, melyek amellett, hogy mint vektorterek alterek, még a skalárszorzatra is teljesek. Ez egyet jelent azzal, hogy az altér zárt a normából származó topológiára, melyet a skalárszorzat indukál. Egy Hilbert-tér nem minden altere teljes is, azonban lezárással mindig teljes teret kapunk, amiben azz altér sűrű. A vetítési tétel szerint létezik minden alhilberttérhez egy egyértelmű ortogonális komplementer, ami még zárt is. 
Az alhilbertterek fontos szerepet játszanak a kvantummechanikában, illetve jelek Fourier-, és multiskála-analízisben.

### Banach-terek
Banach-terekben, azaz teljes normált terekben tekinthetők az albanachterek, melyek zártak a norma leszűkítésére. Az albanachterek szintén zártak. A Banach-terek minden alteréhez van egy teljes lezárt, melyben az altér sűrű. Szemben a Hilbert-terekkel, az albanachterekhez nincs mindig komplementer albanachtér.
Teljes félnormált terekben a nulla félnormájú vektorok alvektorteret alkotnak. A félnormával ellátott térből faktortér képzésével normált tér kapható, ha azonosnak tekintjük azokat a vektorokat, melyek félnormája megegyezik. Ha a félnormával ellátott tér teljes, akkor ez a faktortér Banach-tér.
A parciális differenciálegyenlet-rendszerek végeselem-módszerrel végzett numerikus megoldása során a megoldást a Szoboljev-tér alkalmas véges dimenziós albanachtereiben közelítik.

### Topologikus duális terek
A funkcionálanalízisben az algebrai duális tér mellett foglalkoznak még egy {\displaystyle V} vektortér {\displaystyle V'} topologikus duális terével is, ami azokból a lineáris leképezésekből áll, melyek a {\displaystyle V} vektorteret alaptestébe képezik. Topologikus vektorterek esetén a topologikus duális tér az algebrai duális tér altere. A Hahn-Banach-tétel szerint egy valós vagy komplex vektortér  egy alterén értelmezett, szublineáris függvénnyel korlátozható lineáris funkcionál lineárisan kiterjeszthető a teljes térre úgy, hogy ez a szublineáris függvény továbbra is korlát marad. Ennek következtében egy normált tér duális topologikus tere elegendő funkcionállal bír ahhoz, hogy megalapozhasson egy gazdag dualitáselméletet.

## További alkalmazások
Az alterek további fontos alkalmazásai:
- A Gram-Schmidt-ortogonalizáció ortogonális bázisok létrehozásához
- A Krylow-altéreljárás nagy ritka lineáris egyenletrendszerek megoldására
- Optimalizációs problémák megoldása
- A kódoláselméletben lineáris kódok
- Projektív terek ábrázolása a projektív geometriában

## Lásd még
- Dimenzió (lineáris algebra)
- Hamel-bázis
- Lineáris algebra
- Lineáris leképezés
- Vektortér

## Fordítás
Ez a szócikk részben vagy egészben  az   Untervektorraum című német Wikipédia-szócikk fordításán alapul.  Az eredeti cikk szerkesztőit annak laptörténete sorolja fel. Ez a jelzés csupán a megfogalmazás eredetét és a szerzői jogokat jelzi, nem szolgál a cikkben szereplő információk forrásmegjelöléseként.